# ヴァネッサ・テイラー
ヴァネッサ・テイラー（Vanessa Taylor）は、アメリカ合衆国の脚本家、テレビプロデューサーである。

## 人物
映画『31年目の夫婦げんか』、『ダイバージェント』、『シェイプ・オブ・ウォーター』の脚本を執筆したほか、テレビシリーズ『ゲーム・オブ・スローンズ』の第2、3シーズンで共同エグゼクティブ・プロデューサーを務めた。

## 生い立ち
幼少期より童話に興味を持っており、12歳の頃から演技と歌を勉強する。ミシガン州のインターロッケン芸術センターに通い、さらに2年間ザ・グラウンドリングスに入った。

## キャリア
『ゲーム・オブ・スローンズ』、『エイリアス』、『エバーウッド 遥かなるコロラド』といったテレビシリーズにクレジットされている。
2012年にデヴィッド・フランケル監督、メリル・ストリープ、トミー・リー・ジョーンズ、スティーヴ・カレル出演の映画『31年目の夫婦げんか』で脚本を務める。2014年、脚本を書いたSFアクション映画『ダイバージェント』が公開される。
2017年、ギレルモ・デル・トロと共同で脚本を執筆したデル・トロ監督のファンタジー・恋愛映画『シェイプ・オブ・ウォーター』が公開され、アカデミー賞脚本賞などにノミネートされる。
また2017年、ガイ・リッチーが監督を務める2019年公開予定のディズニーの実写映画『Aladdin』でリッチー、 ジョン・オーガストと共に脚本を執筆することが発表された。

## 主なフィルモグラフィ

### 映画
| 年   | 日本語題 原題                                   | クレジット | 備考                                                     |
| ---- | ----------------------------------------------- | ---------- | -------------------------------------------------------- |
| 2009 | The Amazing Mrs. Novak                          | 脚本       | テレビ映画                                               |
| 2012 | 31年目の夫婦げんか Hope Springs                 | 脚本       |                                                          |
| 2014 | ダイバージェント Divergent                      | 脚本       | エヴァン・ドーハティと共同、ヴェロニカ・ロスの小説が原作 |
| 2017 | シェイプ・オブ・ウォーター The Shape of Water   | 脚本       | ギレルモ・デル・トロと共同                               |
| 2019 | アラジン Aladdin                                | 脚本       | ジョン・オーガスト、ガイ・リッチーと共同                 |
| 2020 | ヒルビリー・エレジー 郷愁の哀歌 Hillbilly Elegy | 脚本       |                                                          |

### テレビシリーズ

#### 製作
| 年        | 日本語題 原題                            | 備考                                                        |
| --------- | ---------------------------------------- | ----------------------------------------------------------- |
| 2001-2002 | エイリアス Alias                         | 計22話プロデューサー                                        |
| 2002-2004 | エバーウッド 遥かなるコロラド Everwood   | 計5話スーパーバイジング・プロデューサー 計1話プロデューサー |
| 2004-2005 | Jack & Bobby                             | 計20話共同エグゼクティブ・プロデューサー                    |
| 2007      | Tell Me You Love Me                      | 計9話コンサルティング・プロデューサー                       |
| 2012-2013 | ゲーム・オブ・スローンズ Game of Thrones | 計20話共同エグゼクティブ・プロデューサー                    |

#### 脚本
| 年        | 日本語題 原題                            | 備考                                                                                     |
| --------- | ---------------------------------------- | ---------------------------------------------------------------------------------------- |
| 2001      | エイリアス Alias                         | 計2話脚本                                                                                |
| 2002-2004 | エバーウッド 遥かなるコロラド Everwood   | 計8話脚本                                                                                |
| 2005      | Jack & Bobby                             | パイロット版のみ脚本                                                                     |
| 2007      | Tell Me You Love Me                      | 計2話脚本                                                                                |
| 2012-2013 | ゲーム・オブ・スローンズ Game of Thrones | 第2シーズン第4話「光と影」 第2シーズン第6話「古今の神々」 第3シーズン第2話「三つ目の鴉」 |